# Belfagor (serie animata)
Belfagor (Belphégor) è una serie televisiva animata franco-belga-canadese del 2000 basata sull'omonimo personaggio creato da Arthur Bernède per il proprio romanzo. Creata da Gérald Dupeyrot e prodotta da France 2, France 3, Les Armateurs, Tooncan e RG Prince in collaborazione con TouTenKartoon Canada Inc (Montréal) e l'Usine à Image (Valenciennes), si compone di 2 stagioni composte rispettivamente da 12 e 14 episodi per un totale complessivo di 26 episodi; ognuno puntata dura 24 minuti. È stata trasmessa originariamente in Québec su Canal Famille dal gennaio 2000 all'interno del contenitore Cool Hours e in Francia su France 2 dal 9 aprile 2001. In Italia invece è stata trasmessa per la prima volta su Italia Teen Television dal 1º al 26 ottobre 2003.

## Trama
A Parigi agisce un diabolico e temuto ladro molto abile, Belfagor, che sfugge alla polizia. Tre persone decidono così di unirsi per catturarlo: Sarah Kozminsky, giornalista, Jacques Bellegarde, giornalista anche lui, e Ménardier, commissario di polizia.

## Personaggi e doppiatori
Il doppiaggio italiano è stato realizzato presso lo Studio P.V. di Milano sotto la direzione di Lisa Mazzotti. I dialoghi italiani sono di Silvia Bacinelli, Mary Pellegatta e Danilo Bruni.
| Personaggio           | Doppiatore originale | Doppiatore italiano |
| --------------------- | -------------------- | ------------------- |
| Belfagor              | Denis Mercier        | Lorenzo Scattorin   |
| Sarah Kozminsky       | Johanne Garneau      | Renata Bertolas     |
| Jacques Bellegarde    | Jacques Lavallée     | Gianluca Iacono     |
| Commissario Menardier | Hubert Gagnon        | Raffaele Fallica    |
| Raphaël               | Laurence Arcouette   | Davide Garbolino    |

## Episodi

### Prima stagione
| Nº | Titolo italiano          | Titolo originale           | Prima TV originale | Prima TV Italia |
| -- | ------------------------ | -------------------------- | ------------------ | --------------- |
| 1  | Il signore delle api     | Le seigneur des abeilles   | gennaio 2000       | 1º ottobre 2003 |
| 2  | Il dominatore dei sogni  | Le maître des rêves        | 2000               | 2 ottobre 2003  |
| 3  | Il fantasma dei templari | Le fantôme du templier     | 2000               | 3 ottobre 2003  |
| 4  | L'alchimista             | Le secret de maître Flamel | 2000               | 4 ottobre 2003  |
| 5  | La pietra di lunga vita  | Le capitaine de Nekao      | 2000               | 5 ottobre 2003  |
| 6  | Il metro scomparso       | Un métro a disparu         | 2000               | 6 ottobre 2003  |
| 7  | L'armata delle tenebre   | Prince                     | 2000               | 7 ottobre 2003  |
| 8  | Vero o falso             | La folie aux rideaux noirs | 2000               | 8 ottobre 2003  |
| 9  | Scacco matto             | La stratégie du cavalier   | 2000               | 9 ottobre 2003  |
| 10 | Il segreto di Tanit      | La preuve par 24           | 2000               | 10 ottobre 2003 |
| 11 | Avanti marsch!           | En avant marche !          | 2000               | 11 ottobre 2003 |
| 12 | Misteriose sparizioni    | Tenebra Lux                | 2000               | 12 ottobre 2003 |

### Seconda stagione
| Nº | Titolo italiano                      | Titolo originale               | Prima TV originale | Prima TV Italia |
| -- | ------------------------------------ | ------------------------------ | ------------------ | --------------- |
| 1  | La maschera di ghiaccio              | Le masque de glace             | 2000               | 13 ottobre 2003 |
| 2  | Lo scambio segreto                   | Opération Tornade de feu       | 2000               | 14 ottobre 2003 |
| 3  | La macchina del tempo                | Le Hetzel oublié               | 2000               | 15 ottobre 2003 |
| 4  | Appuntamento al deposito cibernetico | Rendez-vous à Cyberial Bazar   | 2000               | 16 ottobre 2003 |
| 5  | Tutti sotto controllo                | L'œil                          | 2000               | 17 ottobre 2003 |
| 6  | Tempo sospeso                        | Arrêt sur image                | 2000               | 18 ottobre 2003 |
| 7  | La scelta                            | L'ultime sacrifice             | 2000               | 19 ottobre 2003 |
| 8  | La dama con l'unicorno               | La sixième licorne             | 2000               | 20 ottobre 2003 |
| 9  | L'occhio del dragone                 | L'œil du dragon                | 2000               | 21 ottobre 2003 |
| 10 | Le tre prove                         | La dernière épreuve            | 2000               | 22 ottobre 2003 |
| 11 | L'incubo di Belfagor                 | La vengeance de l'étoile bleue | 2000               | 23 ottobre 2003 |
| 12 | Il patto                             | L'alliance                     | 2000               | 24 ottobre 2003 |
| 13 | Il segreto della Tour Eiffel         | Le secret de la Tour Eiffel    | 2000               | 25 ottobre 2003 |
| 14 | La città infinita                    | La cité infinie                | 2000               | 26 ottobre 2003 |

## Sigle
Nella trasmissione originale in Québec e in Francia furono utilizzati due differenti brani strumentali, uno come sigla d'apertura e l'altro per quella di chiusura.
In Italia, durante la messa in onda della serie su Italia Teen Television furono mantenute entrambe le sigle nella loro versione originale. A partire dalla repliche su Hiro del 2009 invece fu utilizzata la sigla Belfagor, scritta da Alessandra Valeri Manera e Antonio Galbiati e cantata da Cristina D'Avena. Il brano in questione fu già pubblicato precedentemente nella compilation Fivelandia 21 nel 2003.